# Frauenfeld-Wil-Bahn
La Frauenfeld-Wild-Bahn (FW) est une entreprise ferroviaire suisse dont la ligne de 17,5 km, est à voie étroite (1 000 mm), conduisant de la ville abbatiale de Wil dans le canton de Saint-Gall vers le chef lieu du canton de Thurgovie, Frauenfeld.

## Historique

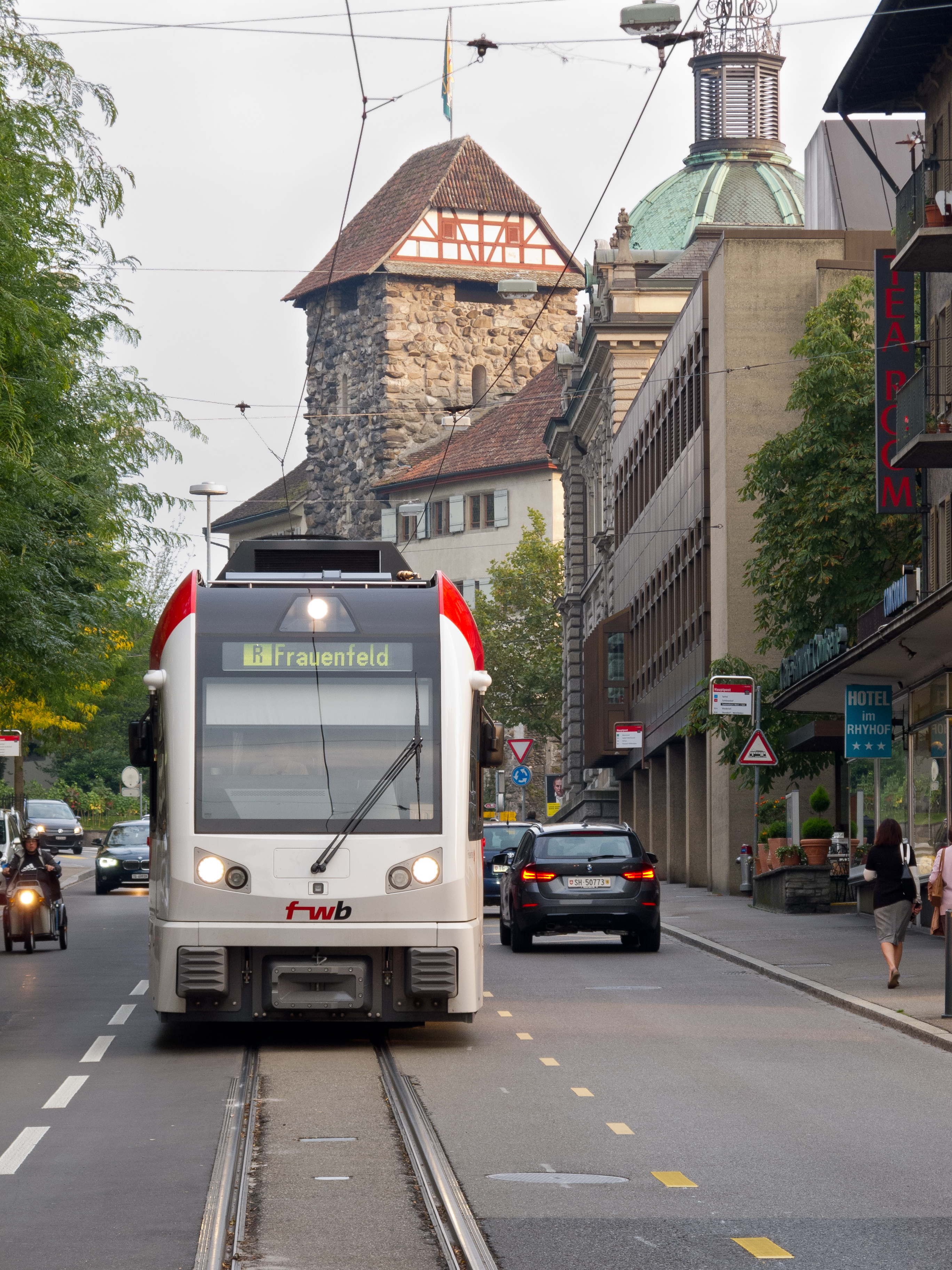
Rame FW ABe 4/8 traversant Frauenfeld sur la Rheinstrasse

Tracée dans la vallée de la Murg, la ligne fut ouverte à l'exploitation le 1er septembre 1887 avec un mode de traction à vapeur jusqu'au 20 novembre 1921. Dès sa fondation, le FW connu des hauts et des bas. En 1937, on commença les travaux de séparation du corps de la voie et de la route.
À la suite d'une étude de faisabilité, les actionnaires de la compagnie ont accepté le 17 juin 2021, la fusion avec la compagnie Appenzeller Bahnen. Les actionnaires de cette dernière ont également accepté la fusion lors de leur assemblée générale du 11 juin 2021. La fusion est rétrospectivement au 1er janvier 2021. L'AB reprendra l'actif et le passif de la FWB.

## Matériel roulant
| Matériel roulant | Type et numéros | Nbre | Année de construction | Constructeur(s)                         | Places assises 2e classe | Photo |
| ---------------- | --------------- | ---- | --------------------- | --------------------------------------- | ------------------------ | ----- |
| Automotrices     | Be 4/4 11-17    | 7    | 1984/1992             | 11-15 : FFA / BBC 16-17 : Stadler / SIG | 40                       |       |
| Voitures-pilotes | Bt 111-114      | 4    |                       |                                         |                          |       |

## À voir